# Türkischer Film
Die Türkische Filmgeschichte ist Teil der internationalen Filmkultur. Während sich die Rezeption türkischer Filme zunächst mehr auf den nationalen Markt beschränkte, ist der türkische Film in den letzten Jahrzehnten angesichts einer zahlenmäßig verhältnismäßig geringen Jahresproduktion überdurchschnittlich gut auf wichtigen internationalen Filmfestivals wie Cannes vertreten.

## Geschichte
Die Geschichte des Films in der Türkei begann durch Bestrebungen der ersten Filmpioniere im Osmanischen Reich. Die erste öffentliche Vorführung von mehreren kurzen Filmen durch Sigmund Weinberg fand in der Schänke Sponeck Birahanesi im Januar 1897 statt. Den ersten Film überhaupt drehte der Kameramann der Brüder Lumière Alexandre Promio am 3. April 1897: Dieser Film zeigt, gefilmt auf einer Bosporus-Fähre, Häuser, Boote und Brücken in Istanbul.
Nachdem die Manaki Brüder ihren ersten Film Die Weberinnen drehten und durch weitere Arbeiten Bekanntheit erlangten, gewannen sie die Aufmerksamkeit des osmanischen Königshauses mit diesem neuen Medium, woraufhin sie beauftragt wurden, die Reisen des Sultan Mehmed V. nach Thessaloniki und Monastir im Jahre 1911 auf Zelluloidfilm zu bannen. Im Jahre 1914 wurde die Zerstörung des russischen Denkmals in San Stefano inszeniert, doch Filmwissenschaftler zweifeln stark an der genuinen Existenz.
Ab Mitte der 1940er Jahre etablierte sich eine fortwährende Spielfilmproduktion.
Die Spannbreite historischer Produktionen reichte von fragwürdigen Remakes von Erfolgen des US-amerikanischen Kinos über Komödien und Melodramen bis hin zu (zunächst selteneren) künstlerischen Filmen, als deren international bekanntester Vertreter bis heute Yilmaz Güney gilt. Internationale Beachtung erhielt zu dieser Zeit auch Tunç Başaran, ebenso wie die nachfolgenden jüngeren Filmemacher, zu denen Ömer Kavur, Erden Kıral, Orhan Oğuz und Yavuz Turgul gehören.
Auf die mit dem Fernsehen einhergehende allgemeine Krise des Kinos reagierte man an der Schwelle des neuen Jahrtausends mit der gezielten Produktion auf Publikumserfolg zugeschnittener Blockbuster, die auch im europäischen Ausland ein großes Publikum finden, zu einem Großteil durch die jeweiligen türkischen Einwanderergruppen. International kontrovers diskutiert wurde diesbezüglich die türkische Produktion Tal der Wölfe – Irak (2006).
Daneben existiert auch eine größere unabhängige Filmszene in der Türkei, die ebenfalls mit hohen Besucherzahlen aufwarten kann. Im europäischen Vergleich weist die Türkei im Durchschnitt den höchsten Anteil heimischer Filme an den nationalen Kinobesuchen auf, da er mit rund 40 % bis 60 % noch vor Frankreich, das jährlich zwischen 35 % und 45 % Marktanteil am Heimmarkt aufweisen kann, liegt. Allerdings liegen die Kinobesuche pro Kopf deutlich hinter dem europäischen Schnitt. So weist Deutschland bei über 80 Millionen Einwohnern rund 125 Millionen Kinobesuche auf, Frankreich bei 65 Millionen Einwohnern bis zu 190 Millionen Kinobesuche – der hohe Marktanteil türkischer Filme bezieht sich jedoch auf vergleichsweise geringe 38,5 Millionen Kinobesuche (2008) bei über 70 Millionen Einwohnern.
Neuerdings ist der türkische Film auch in anderen europäischen Ländern durch erfolgreiche Filmemacher türkischer Abstammung ins Bewusstsein gerückt, wie zum Beispiel Ferzan Özpetek (Italien) oder Fatih Akın (Deutschland). Letzterer wurde von der World-Cinema-Foundation eingeladen, erhaltenswerte ältere Filme auch des international bislang eher unbekannten Teils der türkischen Filmgeschichte für die Restaurierung auszuwählen.